# Hitachi (Ibaraki)
Hitachi (日立市  Hitachi-shi?) es una ciudad  ubicada en la costa del  océano Pacífico de la Prefectura de Ibaraki en Japón.

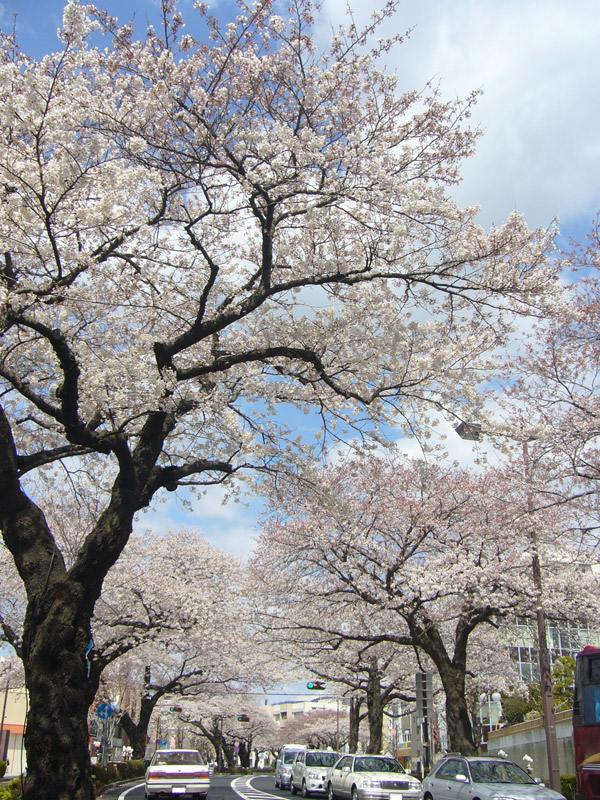
Calle de la Paz en Hitachi.

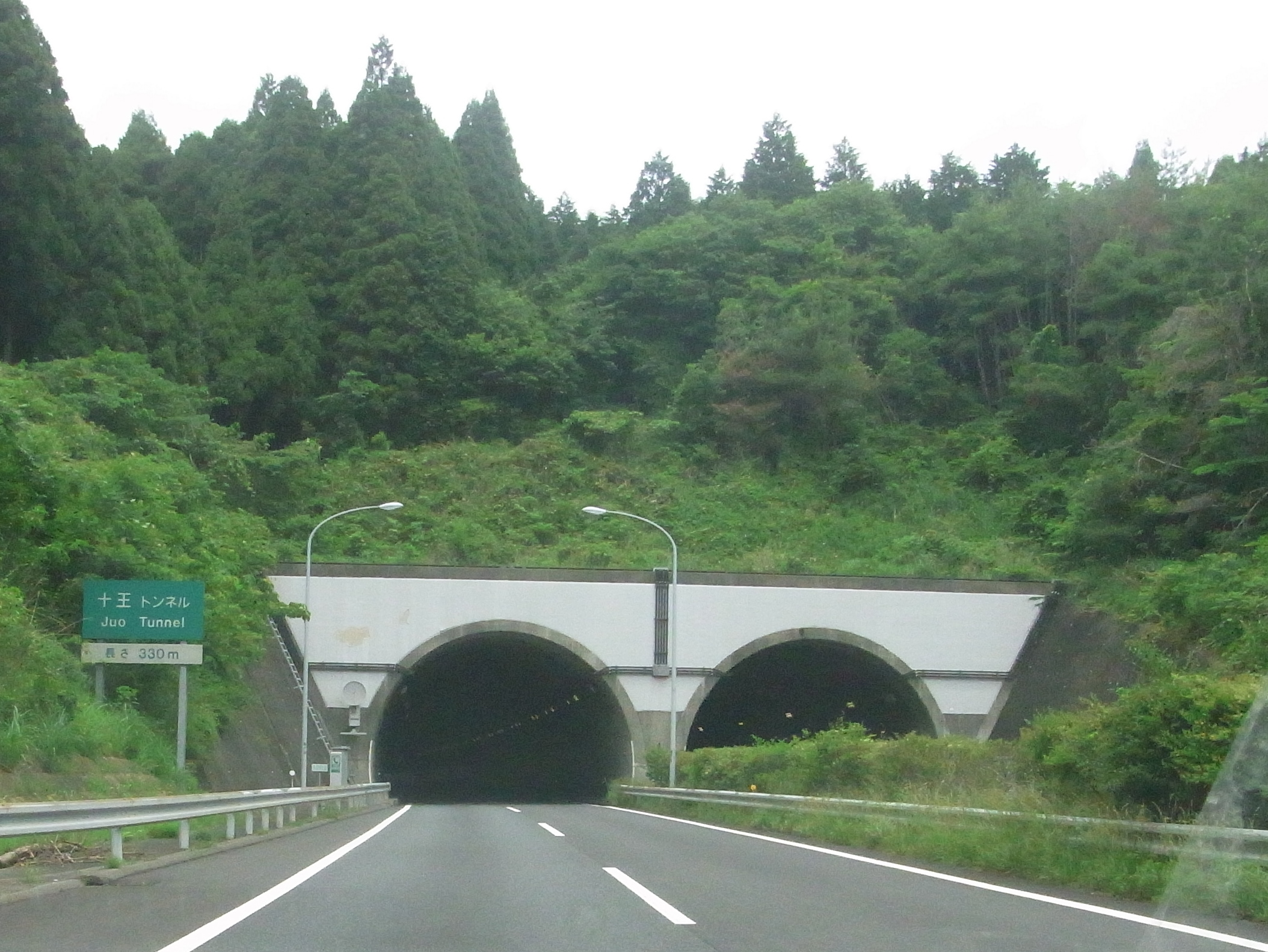
Túnel Jūō en Hitachi.

Al 1 de diciembre de 2013 la ciudad tiene una de población de 187.282 habitantes y una densidad poblacional de 830 personas por km².  La superficie total es de 225,55 km².

## Historia
El asentamiento original de la población fue conocido desde siglos atrás con el nombre de Sukegawa (助川).
La moderna villa de Hitachi se formó el 1 de abril de 1889, con el establecimiento del sistema de municipios. La zona se desarrolló rápidamente hacia el final de la era Meiji. La villa de Hitachi se elevó a la categoría de pueblo el 26 de agosto de 1924. Hitachi y el pueblo vecino de Sukegawa se fusionaron el 1 de septiembre de 1939 para formar la ciudad de Hitachi.
Al ser predominantemente industrial, la ciudad de Hitachi fue gravemente destruida durante la Segunda Guerra Mundial, incluyendo el bombardeo por parte del acorazado estadounidense USS Iowa (BB-61). 
El 1 de noviembre de 2004, la población vecina de Jūō (十王町Jūō-machi)  del Distrito de Taga (多賀郡 Taga-gun) se fusionó con Hitachi, y debido a esta fusión el distrito anterior se disolvió.
El nombre de Hitachi es conocida en el mundo, debido a la empresa Hitachi, Ltd. que fue fundada en la villa de Hitachi en 1910 por Namihei Odaira (小平浪平).

## Ataque a Hitachi durante la Segunda Guerra Mundial
El municipio de Hitachi fue un objetivo militar importante en la guerra contra Japón, durante la Segunda Guerra Mundial.  Esto se debió a que Hitachi fue un importante centro industrial, dado que contenía 6 fábricas para la producción de aparatos eléctricos.  También poseía una mina de cobre que contenía 1/10 del cobre de Japón.  El ataque estaba destinado a destruir las industrias y disminuir el potencial de Japón.  Tuvo lugar entre el 17 al 18 de julio de 1945 y el 64,5% de Hitachi fue destruido.

## Hitachi-fūryūmono
Festival de teatro de carrozas con marionetas conocidas como Fūryūmono de  Hitachi, en él generalmente realizan sus obras de teatro sobre narraciones de dramas del Período Edo (1603-1867). Este festival fue nombrado Patrimonio Cultural Inmaterial de la Humanidad, por la UNESCO.

## Parque Kamine
Es un parque público con vistas a la ciudad de Hitachi y al Océano Pacífico, en un terreno de aproximadamente 150.000 m². Dentro del parque se encuentran dos parques de atracciones, un zoológico y el Museo conmemorativo Masashi Yoshida.
El zoológico posee una variedad de animales y aves, incluyendo elefantes, pingüinos, monos, ciervos, osos, gorilas, leones, tigres, rinocerontes, hipopótamos, flamencos, cebras y jirafas; burros y ovejas también se encuentran allí.
Los parques de diversiones tienen distracciones para niños y adultos; un parque llamado "Parque infantil" con distracciones más adecuadas para los niños, y el otro parque "Leisure land (Tierra de ocio)" tiene una montaña rusa y otras distracciones que son apropiadas para adultos.

## Educación Superior
- Universidad de Ibaraki (茨城大学, Ibaraki Daigaku), es una universidad nacional situado en la Prefectura de Ibaraki, con campus en las ciudades de  Mito, Hitachi y Ami.
- Universidad Cristiana Ibaraki (茨城キリスト教大学 Ibaraki kirisuto-kyō daigaku)) es una universidad privada.

## Transporte
En la ciudad de Hitachi se dispone de la vía férrea Línea Jōban y la autopista Jōban Expressway que la conectan al sur con la capital de la prefectura, Mito  y con la metrópoli de Tokio, y al norte con Iwaki (Fukushima), Fukushima (Fukushima) y  Sendai (Miyagi).  El aeropuerto más cercano es el Aeropuerto de Ibaraki ubicado en la ciudad de Omitama (Ibaraki).

## Ciudades hermanadas
- Birmingham, Alabama, Estados Unidos.
- Tauranga, Norte, Bay of Plenty, Nueva Zelanda.